# Braunschweiger Turn- und Sportverein Eintracht von 1895 1962-1963
Questa voce raccoglie le informazioni riguardanti il Braunschweiger Turn- und Sportverein Eintracht von 1895 nelle competizioni ufficiali della stagione 1962-1963.

## Stagione
Nella stagione 1962-1963 l'Eintracht Braunschweig, allenato da Hans-Georg Vogel, concluse il campionato di Oberliga nord al 3º posto e fu ammesso alla Bundesliga 1963-1964.

## Rosa
| N. |                     | Ruolo | Calciatore      |
| -- | ------------------- | ----- | --------------- |
|    | Germania (bandiera) | P     | Hans Jäcker     |
|    | Germania (bandiera) | P     | Horst Wolter    |
|    | Germania (bandiera) | D     | Joachim Bäse    |
|    | Germania (bandiera) | D     | Wolfgang Brase  |
|    | Germania (bandiera) | D     | Günter Busse    |
|    | Germania (bandiera) | D     | Rolf Krüger     |
|    | Germania (bandiera) | D     | Klaus Meyer     |
|    | Germania (bandiera) | D     | Ernst Saalfrank |
|    | Germania (bandiera) | D     | Walter Schmidt  |
|    | Turchia (bandiera)  | D     | Aykut Ünyazici  |

| N. |                     | Ruolo | Calciatore        |
| -- | ------------------- | ----- | ----------------- |
|    | Germania (bandiera) | D     | Joachim Werner    |
|    | Germania (bandiera) | D     | Wolfgang Wolfram  |
|    | Germania (bandiera) | A     | Klaus Blumenberg  |
|    | Germania (bandiera) | A     | Klaus Gerwien     |
|    | Germania (bandiera) | A     | Klaus-Dieter Hinz |
|    | Germania (bandiera) | A     | Helmut Hosung     |
|    | Germania (bandiera) | A     | Jürgen Moll       |
|    | Germania (bandiera) | A     | Fichte Schrader   |
|    | Germania (bandiera) | A     | Manfred Wuttich   |

## Organigramma societario
Area tecnica
- Allenatore: Hans-Georg Vogel
- Allenatore in seconda:
- Preparatore dei portieri:
- Preparatori atletici:
- Analisi video:

## Calciomercato

### Sessione estiva
| Acquisti | Acquisti          | Acquisti           | Acquisti |
| R.       | Nome              | da                 | Modalità |
| -------- | ----------------- | ------------------ | -------- |
| A        | Klaus-Dieter Hinz | Bremer SV          |          |
| D        | Ernst Saalfrank   | E. Braunschweig II |          |

| Cessioni | Cessioni     | Cessioni        | Cessioni |
| R.       | Nome         | a               | Modalità |
| -------- | ------------ | --------------- | -------- |
| A        | Werner Thamm | FT Braunschweig |          |

## Risultati

### Oberliga nord

#### Girone di andata
| Arbitro: | W. Spiewak |

|  |           |          |
|  | Marcatori | 47’ Moll |

| Arbitro: | Strohdreß |

|         |           |                                  |
| Bäse 3’ | Marcatori | 30’ Dobat 36’ Schwalm 68’ Mrosla |

| Arbitro: | W. Link |

|          |           |                          |
| Froh 25’ | Marcatori | 60’, 85’ Moll 65’ Hosung |

| Arbitro: | Matelski |

|             |           |                    |
| Wuttich 84’ | Marcatori | 35’, 46’ Osterhoff |

| Arbitro: | Schulenburg |

|                         |           |                      |
| Meyer 6’ Hänel 54’, 60’ | Marcatori | 44’ Gerwien 90’ Bäse |

| Arbitro: | K. Picker |

|              |           |                     |
| Moll 2’, 80’ | Marcatori | 33’ (rig.) Schröter |

| Arbitro: | W. Spiewak |

|             |           |                           |
| Kristen 74’ | Marcatori | 20’, 54’ Wuttich 28’ Bäse |

| Arbitro: | R. Seekamp |

|                                  |           |  |
| Wuttich 24’ Moll 65’ Gerwien 84’ | Marcatori |  |

| Arbitro: | G. Höger |

|                                 |           |               |
| Lattek 22’, 79’ Türk 41’ (rig.) | Marcatori | 49’ Saalfrank |

| Arbitro: | Schulenburg |

|  |           |                        |
|  | Marcatori | 17’ Drewes 29’ Kindler |

| Arbitro: | U. Wolf |

|                              |           |          |
| Werner 36’ (rig.) Seeler 43’ | Marcatori | 42’ Bäse |

| Arbitro: | W. Link |

|                                          |           |          |
| Saalfrank 45’ Wuttich 47’ Blumenberg 52’ | Marcatori | 81’ Pape |

| Arbitro: | E. Schäfer |

|                                    |           |             |
| Martinsen 16’ Greif 48’ Boyens 63’ | Marcatori | 65’ Wuttich |

| Arbitro: | H. Lutz |

|                                |           |  |
| Wuttich 2’, 90’ Blumenberg 60’ | Marcatori |  |

| Arbitro: | Strohdreß |

|                           |           |             |
| Elfert 49’, 76’ Ulsaß 71’ | Marcatori | 22’ Wuttich |

#### Girone di ritorno
| Arbitro: | K. Picker |

|          |           |  |
| Bäse 31’ | Marcatori |  |

| Arbitro: | G. Pooch |

|           |           |                                       |
| Bertl 67’ | Marcatori | 20’ Schrader 31’, 61’ Hosung 55’ Moll |

| Arbitro: | R. Seekamp |

|               |           |                     |
| Moll 39’, 83’ | Marcatori | 13’ Wulf 75’ Seeler |

| Arbitro: | Daniel |

|           |           |               |
| Kurth 69’ | Marcatori | 19’, 51’ Moll |

| Arbitro: | W. Spiewak |

|                                               |           |            |
| Schrader 34’, 73’ Wuttich 47’, 80’ Hosung 61’ | Marcatori | 83’ Boyens |

| Arbitro: | Stelljes |

|                |           |          |
| Erb 85’ (rig.) | Marcatori | 32’ Moll |

| Arbitro: | H. Herden |

|                                  |           |           |
| Wuttich 55’ Moll 70’ Gerwien 89’ | Marcatori | 15’ Perau |

| Arbitro: | D. Basedow |

|  |           |             |
|  | Marcatori | 65’ Wuttich |

| Arbitro: | Strohdreß |

|                                |           |                      |
| Hosung 8’ Moll 55’ (rig.), 85’ | Marcatori | 51’ Klose 67’ Graber |

| Arbitro: | K. Picker |

|                        |           |          |
| Stegelmann 23’ Meß 34’ | Marcatori | 40’ Moll |

| Arbitro: | Schulenburg |

|               |           |                                      |
| Moll 26’, 86’ | Marcatori | 6’ Hänel 76’ (rig.) Schütz 83’ Meyer |

| Arbitro: | G. Pooch |

|           |           |                     |
| Eppel 55’ | Marcatori | 87’ (aut.) Gieseler |

| Arbitro: | H. Lutz |

|                                                       |           |  |
| Wuttich 12’ Moll 23’, 33’, 39’ Hosung 54’ Gerwien 75’ | Marcatori |  |

| Arbitro: | E. Skuballa |

|  |           |                      |
|  | Marcatori | 47’ Schmidt 89’ Moll |

| Arbitro: | D. Basedow |

|                      |           |              |
| Moll 52’ Gerwien 62’ | Marcatori | 73’ Schipper |

## Statistiche

### Statistiche di squadra
| Competizione  | Punti | In casa | In casa | In casa | In casa | In casa | In casa | In trasferta | In trasferta | In trasferta | In trasferta | In trasferta | In trasferta | Totale | Totale | Totale | Totale | Totale | Totale | DR  |
| Competizione  | Punti | G       | V       | N       | P       | Gf      | Gs      | G            | V            | N            | P            | Gf           | Gs           | G      | V      | N      | P      | Gf     | Gs     | DR  |
| ------------- | ----- | ------- | ------- | ------- | ------- | ------- | ------- | ------------ | ------------ | ------------ | ------------ | ------------ | ------------ | ------ | ------ | ------ | ------ | ------ | ------ | --- |
| Oberliga nord | 37    | 15      | 10      | 1       | 4       | 37      | 19      | 15           | 7            | 2            | 6            | 25           | 22           | 30     | 17     | 3      | 10     | 62     | 41     | +21 |
| Totale        | 37    | 15      | 10      | 1       | 4       | 37      | 19      | 15           | 7            | 2            | 6            | 25           | 22           | 30     | 17     | 3      | 10     | 62     | 41     | +21 |

### Andamento in campionato
| Giornata  | 1 | 2  | 3 | 4 | 5 | 6 | 7 | 8 | 9 | 10 | 11 | 12 | 13 | 14 | 15 | 16 | 17 | 18 | 19 | 20 | 21 | 22 | 23 | 24 | 25 | 26 | 27 | 28 | 29 | 30 |
| --------- | - | -- | - | - | - | - | - | - | - | -- | -- | -- | -- | -- | -- | -- | -- | -- | -- | -- | -- | -- | -- | -- | -- | -- | -- | -- | -- | -- |
| Luogo     | T | C  | T | C | T | C | T | C | T | C  | T  | C  | T  | C  | T  | C  | T  | C  | T  | C  | T  | C  | T  | C  | T  | C  | T  | C  | T  | C  |
| Risultato | V | P  | V | P | P | V | V | V | P | P  | P  | V  | P  | V  | P  | V  | V  | N  | V  | V  | N  | V  | V  | V  | P  | P  | N  | V  | V  | V  |
| Posizione | 6 | 11 | 6 | 9 | 8 | 8 | 5 | 5 | 6 | 7  | 8  | 7  | 7  | 6  | 7  | 6  | 6  | 5  | 5  | 4  | 4  | 4  | 3  | 3  | 3  | 3  | 5  | 3  | 3  | 3  |

Legenda:

Luogo: C = Casa; T = Trasferta. Risultato: V = Vittoria; N = Pareggio; P = Sconfitta.

### Statistiche dei giocatori
| K. Blumenberg | 14 | 2  | 0 | 0 |
| W. Brase      | 25 | 0  | 0 | 0 |
| G. Busse      | 5  | 0  | 0 | 0 |
| J. Bäse       | 28 | 5  | 0 | 0 |
| K. Gerwien    | 26 | 5  | 0 | 0 |
| K. Hinz       | 11 | 0  | 0 | 0 |
| H. Hosung     | 19 | 6  | 0 | 0 |
| H. Jäcker     | 27 | 0  | 0 | 0 |
| R. Krüger     | 0  | 0  | 0 | 0 |
| K. Meyer      | 30 | 0  | 0 | 0 |
| J. Moll       | 26 | 23 | 0 | 0 |
| E. Saalfrank  | 13 | 2  | 0 | 0 |
| W. Schmidt    | 29 | 1  | 0 | 0 |
| F. Schrader   | 12 | 3  | 0 | 0 |
| J. Werner     | 1  | 0  | 0 | 0 |
| W. Wolfram    | 7  | 0  | 0 | 0 |
| H. Wolter     | 3  | 0  | 0 | 0 |
| M. Wuttich    | 27 | 14 | 0 | 0 |
| A. Ünyazici   | 27 | 0  | 0 | 0 |